# Simone Kleinsma
Simone Kleinsma, née le 8 mai 1958 à Amsterdam, est une actrice, chanteuse et auteure-compositrice-interprète néerlandaise.

## Filmographie

### Cinéma
- 2013 : Verliefd op Ibiza (nl) de Johan Nijenhuis[1]
- 2014 : Toscaanse Bruiloft (nl) de Johan Nijenhuis : Maria[2]
- 2018 : Dorst de Saskia Diesing : Elisabeth[3]
- 2018 : Craving de Saskia Diesing[4]

### Télévision
- 1981 : C'est fini, c'est fini (Voorbij, voorbij) de Paul Verhoeven

## Discographie

### Albums studios
- 1996 : Met open ogen (sorti le 27 janvier 1996)
- 2009 : Sunset Boulevard - Het Nederlandse cast album (sorti le 14 février 2009)
- 2010 : Simone - Songs From The Heart(sorti le 9 janvier 2010)[5]
- 2010 : Simone - Songbook (sorti le 24 décembre 2010)[6]

## Théâtre

### Pièces et comédies musicales
- 1977-1978 : Niemand weet, niemand Weet, dat ik Repelsteeltje heet
- 1978-1979 : De Steilewandrace
- 1979-1980 : Maskerade
- 1981-1992 : Amerika Amerika : Fanny Jansen
- 1983-1984 : Evenaar : Claartje van Dijk
- 1986-1987 : Publiek : Tet
- 1987-1989 : André van Duin Revue; 100 jaar Carré : Diverses rôles
- 1989-1991 : Sweet Charity : Charity Hope Valentine
- 1991 : Les Misérables : Madame Thénardier
- 1991-1992 : Funny Girl : Fanny Brice
- 1992-1993 : Simone & Friends : Diverse rôles
- 1993-1994 : Sweeny Todd : Nellie Lovett
- 1996-1997 : Hoera, we zijn normaal
- 1997 : Joe : Katie Johnson
- 1999-2001 : Chicago : Roxie Hart
- 2001-2002 : Musicals in Concert : Soliste
- 2002 : Musicals in Ahoy' (nl) - All Star Musical Gala : Soliste
- 2002-2003 : Fosse - Song & Dance Spectacular : Soliste
- 2003-2005 : Mamma Mia! : Donna Stuiveling
- 2004 : Musicals in Ahoy' (nl) II - Musical Meets Movie : Soliste
- 2004 : Simone sings Doris Day - In concert : Soliste
- 2006 : One flew over the Cuckoo's nest : Mildred Ratched
- 2007 : Aan het Einde van de Regenboog : Judy Garland
- 2008-2009 : Sunset Boulevard : Norma Desmond
- 2009-2010 : Simone Kleinsma: Songs from the Heart	: Soliste
- 2010 : 'Sondheim in Songs	: Soliste
- 2010-2011 : Simone Kleinsma: Songbook : Soliste
- 2012 : Next to Normal : Diana
- 2013-2014 : Sister Act : Mère de Overste
- 2014-2015 : Moeder, ik wil bij de Revue (nl) : Riet Hogendoorn
- 2014 : Musicals in Concert 2014 : Soliste
- 2014 : Holland zingt Hazes : Soliste
- 2015 : Musicals in Concert 2015 : Soliste
- 2016 : Simone! : Soliste
- 2017 : Musicals in Concert - Live on Tour 2017 : Soliste
- Depuis 2017 : Was getekend, Annie M.G. Schmidt (nl)

## Vie privée
De 1990 à 2017, elle fut mariée avec le réalisateur Guus Verstraete jr., fils de l'acteur Guus Verstraete.